# دينيس إيرب
دينيس إيرب (بالإنجليزية: Denis Earp)‏ هو عسكري جنوب أفريقي، ولد في 7 يونيو 1930، وتوفي في 19 مايو 2019.